# Ambohitseheno
Ambohitseheno est une commune rurale malgache, située dans la partie centrale de la région d'Analamanga. Elle appartient au district de Manjakandriana.